# Chuarani
Chuarani (auch Chacarani) ist eine Ortschaft im Departamento Potosí im Hochland des südamerikanischen Andenstaates Bolivien.

## Lage im Nahraum
Chuarani ist der drittgrößte Ort des Kanton Ayoma im Municipio San Pedro de Macha in der Provinz Chayanta. Die Ortschaft liegt auf einem Bergrücken auf einer Höhe von 3360 m oberhalb des Río Chijtiri, der flussabwärts weiter zum bolivianischen Río Grande führt. Die Gebirgsregion um Chuarani herum ist über weite Strecken menschenleer.

## Geographie
Chuarani liegt am Ostrand des bolivianischen Altiplano, zwischen der Cordillera Azanaques im Westen und dem Hauptgebirgszug der Cordillera Central im Osten. Die Vegetation ist die der Puna, das Klima ist semiarid und ein typisches Tageszeitenklima, bei dem die mittlere Temperaturschwankung im Tagesverlauf stärker ausfällt als im Verlauf der Jahreszeiten.
Die mittlere Jahresdurchschnittstemperatur der Region liegt bei 12 °C, die Monatsdurchschnittswerte schwanken zwischen knapp 9 °C im Juli und knapp 15 °C im November (siehe Klimadiagramm Pocoata). Der Jahresniederschlag beträgt nur 450 mm und fällt vor allem in den Sommermonaten, die Trockenzeit mit Monatswerten von maximal 20 mm dauert von April bis Oktober.

## Verkehrsnetz
Chuarani liegt in einer Entfernung von 214 Straßenkilometern nördlich von Potosí, der Hauptstadt des Departamentos.
Von Potosí aus führt die Nationalstraße Ruta 1 in nordwestlicher Richtung bis Cruce Culta (früher: Ventilla) und weiter über Oruro Richtung La Paz und den Titicaca-See. In Cruce Culta zweigt eine asphaltierte Landstraße nach Norden ab und erreicht nach 38 Kilometern die Ruta 6, zwei Kilometer nördlich der Ortschaft Macha. Von Macha aus führt eine unbefestigte Landstraße nach Nordosten den Río Jachcha Kallpa aufwärts, überquert den Fluss nach acht Kilometern, und erreicht nach insgesamt 20 Kilometern das 600 Meter höher gelegene Colquechaca. Von hier aus führt eine unbefestigte Landstraße Richtung Surumi bis in eine Höhe von 4800 Metern und weiter auf einer mittleren Höhe von 4500 Metern nach 27 Kilometern zu dem Weiler Sutu Khasa und nach weiteren sieben Kilometern zu einem Abzweig in südlicher Richtung, der nach acht Kilometern Chuarani erreicht.

## Bevölkerung
Die Einwohnerzahl der Ortschaft ist in dem Jahrzehnt zwischen den beiden letzten Volkszählungen deutlich zurückgegangen:
| Jahr | Einwohner         | Quelle       |
| ---- | ----------------- | ------------ |
| 1992 | keine Detaildaten | Volkszählung |
| 2001 | 795               | Volkszählung |
| 2012 | 503               | Volkszählung |
| 2024 |                   | Volkszählung |

Die Region weist einen deutlichen Anteil an Quechua-Bevölkerung auf, im Municipio Pocoata sprechen 81 Prozent der Bevölkerung Quechua.